# 埃利金高原
埃利金高原是俄羅斯的高原，位於上揚斯克山脈和切爾斯基山脈之間的亞納-奧伊米亞康高地，海拔高度1,200至1,400米，該地區有多個湖泊和沼澤。